# Jacobinia heterophylla
Jacobinia heterophylla là một loài thực vật có hoa trong họ Ô rô. Loài này được (Cham. & Schltdl.) Hemsl. mô tả khoa học đầu tiên năm 1882.